# Кампінарана
Кампінарана або Кампінарана Ріу-Негру (ідентифікатор WWF: NT0158) — неотропічний екорегіон тропічних та субтропічних вологих широколистяних лісів, розташований на півночі Амазонії. Він включає ділянки саван, чагарників та лісів, рослинність яких пристосована до надзвичайно бідних ґрунтів.

## Географія
Ізольовані ділянки кампінарани, площа яких може становити кілька тисяч квадратних кілометрів, поширені на півночі Амазонської низовини та у перехідній зоні між Гвіанським щитом та Амазонією, на території венесуельського штату Амасонас та бразильських штатів Амазонас і Рорайма, а також у прилеглих районах Колумбії. Вони переважно зустрічаються на рівнинах в басейнах річок Ріу-Негру та Ріу-Бранку, які є частиною басейну Амазонки, а також у басейні Вентуарі, притоки Ориноко. Серед інших річок, що протікають територією екорегіону, слід відзначити Курікуріарі, Ваупес та Ісану.
Ділянки кампінарани Ріу-Негру оточені вологими лісами передгір'їв Гвіани, вологими лісами Негру і Бранку, вологими лісами Уатуми і Тромбетасу та вологими лісами Жапури, Солімойнсу і Негру. Загальна площа екорегіону становить майже 96 000 км².
Кампінарана не обмежена екорегіоном кампінарани Ріу-Негру: менші ділянки, де переважають білопіщані ґрунти та подібна рослинність, зустрічаються по всій Амазонії. Зокрема, кампінарана зустрічається в горах Серра-ду-Качімбу на кордоні Пари та Мату-Гросу, на плато Серра-дус-Паресіс в Рондонії, на узбережжі Атлантичного океану поблизу гирла Амазонки та в штаті Мараньян. Також подібна рослинність трапляється на півночі Перу, на сході Колумбії та на південному заході Венесуели.

### Ґрунти
Едафічні (пов'язані з ґрунтами) фактори є визначальними у поширенні кампінарани. Тропічні ґрунти зазвичай малородючі, а білопіщані ґрунти, які переважно складаються з кварцового піску, є одним з найменш родючих типів ґрунтів. Такі ґрунти зустрічаються на височинах, де переважають аренітові осадові породи та тропічні ліси терра-фірме, на природних дамбах, оточених заболоченими варзейськими лісами, серед піщаних дюн на прибережних низовинах, де переважають чагарники рестінги, на плато, де переважають крейдові пісковики, та серед гранітних пагорбів. Факторами, які впливають на формування особливої рослинності кампінарани, є погана дренованість білопіщаних ґрунтів, інтенсивне вилуговування та присутність непроникного шару під поверхнею ґрунту. Білопіщані ґрунти мають низький вміст поживних речовин та характеризуються високою кислотністю гумусу.
Дослідження в околицях міста Сан-Карлос-де-Ріо-Негро, розташованого поблизу злиття річок Гуайнія та Касік'яре на півдні Венесуели, показало, що білопіщані ґрунти схожі на підзолисті ґрунти помірної зони. Вони мають товстий шар гумусу, сильно вилугований горизонт А та добре розвинений горизонт Bh на глибині 1 м. Тропічні дощі протягом мільйонів років інтенсивно вилуговували ґрунти, які стали неродючими через відсутність джерела свіжої материнської породи. Їм може не вистачати фосфору та/або кальцію. Більшість річок та струмків, що протікають через кампінарану, — це чорноводні річки, вода яких забарвлена у темний колір через високий вміст гумінових кислот, які вимиваються з листя. Низька обмінна здатність білопіщаних ґрунтів кампінарани дозволяє розкладеним органічним речовинам розчинятися у ґрунтових водах у вигляді гумінових кислот, звідки вони потрапляють у найближчі водотоки.

## Клімат
В межах екорегіону переважає екваторіальний клімат (Af за класифікацією кліматів Кеппена). Середньорічна кількість опадів тут коливається від 2500 до 3000 мм, розподіл яких відносно рівномірний протягом всього року. Середньорічна температура становить приблизно 24 °C.

## Флора
Рослинність кампінарани представлена дуже різноманітними рослинними угрупованнями — від трав'янистих саван, у яких переважають лишайники і трав'янисті рослини, та чагарникових лісів, у яких трав'янисті рослини, чагарники та невисокі дерева заввишки до 7 м перемежовуються ділянками голого піщаного ґрунту, до рідколісь, у яких переважають дерева і чагарники, та лісів, основу яких складають дерева заввишки 20-30 м. Різні типи рослинності кампінарани можуть мати різну назву: так, в Бразилії відкриті савани та луки регіону відомі як кампіна, кампінараною тут називають рідколісся, які утворюють перехідну зону між саванами та лісами, а самі ліси відомі як Каатинга-да-Амазонія або Каатинга-Гапо. Для всіх типів рослинності екорегіону характерна низька біомаса, високе проникнення світла, а також відсутність ліан та дерев з широкими дошкоподібними коренями. Тут зустрічається багато епіфітних орхідей та бромелій. Стовбури дерев у кампінарані, як правило, тонкі (менше 200 мм у діаметрі) та часто скручені.
Флора екорегіону характеризується нижчим різноманіттям, порівняно з навколишньою амазонською сельвою: багато рослинних угруповань тут характеризуються домінуванням лише одного або двох видів. Однак регіональне бета-різноманіття флори високе, оскільки у різних типах рослинності домінують різні види. Деякі угруповання багаті на злаки та осоки, зокрема глечикові осоки (Lagenocarpus spp.), тоді як в інших формаціях ці рослини відсутні. Рівень ендемізму в екорегіоні високий: багато видів рослин, поширених у кампінарані, зокрема запашні барселли (Barcella odora), зустрічаються лише тут.
Серед дерев, поширених у кампінарані Ріу-Негру, слід відзначити дрібнолисту віролу (Virola parvifolia), дурну компсоневру (Compsoneura debilis), білолисту юпунбу (Jupunba leucophylla), діцимбій Фроеса (Dicymbe froesii), блідоцвіту еперуа (Eperua leucantha), каатинговий пурпуровосередечник (Peltogyne catingae), жорстку тачігалію (Tachigali rigida), безцвіту альдіну (Aldina discolor), вузьколистий моноптерикс (Monopteryx angustifolia), довголисту панурею (Panurea longifolia), блискучий гіменолобіум (Hymenolobium nitidum), різноплодий лісоплідник (Hylocarpa heterocarpa), каатинзьку вошизію (Vochysia catingae), жорстколисту гевею (Hevea rigidifolia), цілолистий плеврісантес (Pleurisanthes simpliciflora), склеронему Спрюса (Scleronema spruceana), яйцелистий антодискус (Anthodiscus obovatus), приплоду фрезію (Froesia tricarpa), лорікалепіс Дакке (Loricalepis duckei), каатинзьку куму (Couma catingae), тернстремієву неокуму (Neocouma ternstroemiacea), негроський платикарпум (Platycarpum negrense), яйцелистий калікофіллум (Calycophyllum obovatum), ваупеську глісонію (Gleasonia uaupensis) та різні види макролобіумів (Macrolobium spp.). Натомість представники родин Шовковицеві (Moraceae), Лецитисові (Lecythidaceae) та Логанієві (Loganiaceae), характерні для навколишніх вологих тропічних лісів, тут відсутні.
Деякі види, такі як безцвіті альдіни (Aldina discolor), пурпурові еперуа (Eperua purpurea) та ліссокарпи Бентема (Lissocarpa benthamii), характерні як для високих, так і для низьких чагарникових лісів кампінарани. У низьких лісах поширені довгостовпчикові бактріси (Bactris cuspidata), амазонські сферадентії (Sphaeradenia amazonica), замії Уле (Zamia ulei), блідоцвіті еперуа (Eperua leucantha) та пишноцвіті еперуа (Eperua rubiginosa), а також різні види путерій (Pouteria spp.) та тачігалій (Tachigali spp.), а у високих лісах — блідоцвіті еперуа (Eperua leucantha), мікрандри Спрюса (Micrandra sprucei), твердолисті катостемми (Catostemma sclerophyllum), блискучі гевеї (Hevea nitida) та лісові макролобіуми (Macrolobium limbatum). Амазонські гекльберрі (Gaylussacia amazonica), прадосії Шомбурга (Pradosia schomburgkiana), пальми карана (Mauritia carana) та ліссокарпи Бентема (Lissocarpa benthamii) є характерними видами-індикаторами амазонської кампінарани.

## Фауна
Фауна кампінарани також менш різноманітна, ніж фауна навколишніх вологих тропічних лісів. В екорегіоні зустрічається 153 види ссавців та 368 видів птахів. Серед ссавців, поширених у кампінарані, слід відзначити південноамериканського тапіра (Tapirus terrestris), звичайного пекарі (Tayassu pecari), ошийникового пекарі (Dicotyles tajacu), американську мазаму (Mazama americana), ягуара (Panthera onca), гігантську видру (Pteronura brasiliensis), білочереву коату (Ateles belzebuth), чубатого капуцина (Sapajus apella), жовтогорлу вивірку (Sciurus gilvigularis), чорнохвостого коенду (Coendou melanurus), кажана-привида Ісабелли (Diclidurus isabellus), язикатого кажана Еги (Scleronycteris ega) та жовтовухого кажана Брука (Vampyriscus brocki). Майже ендемічними представниками екорегіону є золотощокі сакі (Pithecia chrysocephala), чорноголові уакарі (Cacajao melanocephalus), тамарини Шварца (Saguinus inustus) та малі вухані (Neonycteris pusilla).
Орнітофауна екорегіону включає амазонійського татаупу (Crypturellus variegatus), малого міту (Mitu tomentosum), сірогрудого колібрі-шаблекрила (Campylopterus largipennis), синьоволого трогона (Trogon viridis), білочереву якамару (Galbula leucogastra), сіру каатингу (Herpsilochmus dorsimaculatus), білоголового салтарина (Pseudopipra pipra), венесуельського манакіна (Heterocercus flavivertex), буроголову інезію (Inezia subflava), лісового тиранця (Myiopagis gaimardii), бразильського тітіріджі (Hemitriccus inornatus), амазонійського поплітника (Cantorchilus leucotis), жовтохвостого касика (Cacicus cela), зелену коноту (Psarocolius viridis), гаянську танагру (Ixothraupis varia), білочеревого цукриста (Dacnis albiventris), пурпурову танагру-медоїда (Cyanerpes caeruleus) та чорнощокого зерноїда (Sporophila nigricollis). Майже ендемічними представниками екорегіону є ориноцькі добаші (Picumnus pumilus), жовтогорлі кадуки (Myrmotherula ambigua), венесуельські кадуки (Myrmotherula cherriei), вузькодзьобі ману (Cercomacra carbonaria), сірі покривники (Aprositornis disjuncta), рудобокі мурав'янки-прудкокрили (Hypocnemis flavescens), буроголові віреончики (Hylophilus brunneiceps), венесуельські паї (Cyanocorax heilprini) та білошиї вівсянки (Sporophila fringilloides).

## Збереження
Більша частина лісів екорегіону є переважно незайманою. Через низьку продуктивність тут не ведеться сільське господарство, однак надмірний випас худоби та спричинені людьми пожежі призвели до деградації деяких територій.
Оцінка 2017 року показала, що 51 315 км², або 53 % екорегіону, є заповідними територіями. Природоохоронні території включають: Національний парк Япакана у Венесуелі, а також Національний парк Серра-ду-Мосіаде, Національний парк Віруа та Національний ліс Анауа в Бразилії.